# Ischnochiton dolii
Ischnochiton dolii är en blötdjursart som beskrevs av Van Belle och Bruno Dell'Angelo 1998. Ischnochiton dolii ingår i släktet Ischnochiton och familjen Ischnochitonidae. Inga underarter finns listade i Catalogue of Life.